# Rhodopoidea
Rhodopoidea zijn een superfamilie van slakken.

## Taxonomie
De volgende families zijn bij de superfamilie ingedeeld::
- Rhodopidae Ihering, 1876